# Чемпіонат України з футболу серед жінок 2023—2024: вища ліга
Вища ліга чемпіонату України з футболу серед жінок 2023—2024 — 33-й сезон вищої ліги України з футболу, що проводиться серед жіночих колективів.  За три тури до кінця турніру  чемпіоном достроково стала полтавська «Ворскла».

## Регламент змагань
У змаганнях брали участь 12 команд. Змагання проходять у два етапи.
На першому етапі всі команди грають матчі в одне коло згідно жеребкування календаря. Спортивні показники, здобуті на 1-му етапі, зберігаються.
За підсумками першого етапу, залежно від зайнятих місць у турнірній таблиці, формуються дві групи по 6 команд, які зіграють ще два ігрових кола (вдома / на виїзді) згідно затвердженого календаря:
Група 1 (місця з 1-го по 6-е): визначають чемпіона, призерів вищої ліги та 2 команди, які братимуть участь у жіночій Лізі чемпіонів УЄФА 2024—2025
Група 2 (місця з 7-го по 12-е): визначають команди, які залишать вищу лігу.
Згідно з проектом, за підсумками сезону 2023-2024 років команда, яка посяде 12 місце, переходить до першої ліги. Команди, які посядуть 10 та 11 місця, зіграють два перехідних матчі (вдома / на виїзді) з колективами, які посядуть 2 та 3 місця у першій лізі відповідно.

## Команди

### Зміни серед команд
Жодна з трьох команд призерів першої ліги не виявила бажання підвищуватися у класі, натомість до вищого дивізіону повернувся багаторічний чемпіон країни — «Житлобуд-1» (Харків), який пропускав попередній сезон через російську агресію і за яким було збережене місце на участь у новомі сезоні.
| Повернувся            | Вилетів до Першої ліги |
| --------------------- | ---------------------- |
| «Житлобуд-1» (Харків) | «Атекс» (Київ)         |

### Зміни назв команд
- Під час зимової перерви ФК «Житлобуд-1» (Харків) змінив назву на ЖФК «Металіст 1925».

### Стадіони
| Команда         | Населений пункт | Стадіон                                                             |
| --------------- | --------------- | ------------------------------------------------------------------- |
| «Верес»         | Рівне           | «Колос» (Млинів) НТБ «Верес» «Колос» (Костопіль)                    |
| «Ворскла»       | Полтава         | «Ворскла» ім. Олексія Бутовського «Молодіжний» НТБ Ворскла          |
| «Динамо»        | Київ            | НТБ «Динамо»                                                        |
| «Дніпро-1»      | Дніпро          | CТБ «Дніпро»                                                        |
| «ЕМС-Поділля»   | Вінниця         | Центральний міський НТБ «Нива» ПДЮ                                  |
| «Житлобуд-1»    | Харків          | НТК ім. Віктора Баннікова (Київ) «Арсенал-Арена» (Щасливе)          |
| «Колос»         | Ковалівка       | «Колос» Центральний (Калинівка) НТБ «Колос» (Софіївська Борщагівка) |
| «Кривбас»       | Кривий Ріг      | «Спарта» «Гірник»                                                   |
| «Ладомир»       | Володимир       | «Олімп» «Лівий берег» (мас. Млиново)                                |
| ЖФК «Маріуполь» | Маріуполь       | «Темп» (Київ)                                                       |
| «Пантери»       | Умань           | Центральний                                                         |
| «Шахтар»        | Донецьк         | «Арсенал-Арена» (Щасливе)                                           |

## Перший етап

### Таблиця чемпіонату
| М  | Команда       | І  | В  | Н | П | РМ    | О  |
| -- | ------------- | -- | -- | - | - | ----- | -- |
| 1  | «Кривбас»     | 11 | 10 | 1 | 0 | 36−6  | 31 |
| 2  | «Ворскла»     | 11 | 9  | 1 | 1 | 63−3  | 28 |
| 3  | «Колос»       | 11 | 8  | 1 | 2 | 31−8  | 25 |
| 4  | «Житлобуд-1»  | 11 | 6  | 2 | 3 | 21−16 | 20 |
| 5  | «Шахтар»      | 11 | 6  | 1 | 4 | 32−13 | 19 |
| 6  | «Ладомир»     | 11 | 5  | 3 | 3 | 22−21 | 18 |
| 7  | «Дніпро-1»    | 11 | 4  | 1 | 6 | 18−24 | 13 |
| 8  | «Динамо»      | 11 | 3  | 3 | 5 | 12−24 | 12 |
| 9  | «ЕМС-Поділля» | 11 | 3  | 2 | 6 | 15−38 | 11 |
| 10 | «Верес»       | 11 | 2  | 0 | 9 | 17−38 | 6  |
| 11 | «Пантери»     | 11 | 1  | 1 | 9 | 13−42 | 4  |
| 12 | «Маріуполь»   | 11 | 0  | 2 | 9 | 5−52  | 2  |

Позначення:

## Другий етап

### Група 1
| М | Команда         | І  | В  | Н | П  | РМ    | О  |
| - | --------------- | -- | -- | - | -- | ----- | -- |
| 1 | «Ворскла»       | 21 | 17 | 3 | 1  | 94−5  | 54 |
| 2 | «Колос»         | 21 | 13 | 4 | 4  | 41−18 | 43 |
| 3 | «Кривбас»       | 21 | 13 | 2 | 6  | 49−29 | 41 |
| 4 | «Металіст 1925» | 21 | 12 | 5 | 4  | 42−21 | 41 |
| 5 | «Шахтар»        | 21 | 8  | 2 | 11 | 38−28 | 26 |
| 6 | «Ладомир»       | 21 | 6  | 3 | 12 | 30−55 | 21 |

Позначення:

### Група 2
| М  | Команда       | І  | В  | Н | П  | РМ    | О  |
| -- | ------------- | -- | -- | - | -- | ----- | -- |
| 7  | «Дніпро-1»    | 21 | 11 | 3 | 7  | 44−32 | 36 |
| 8  | «Динамо»      | 21 | 10 | 4 | 7  | 41−33 | 34 |
| 9  | «ЕМС-Поділля» | 21 | 9  | 4 | 8  | 30−52 | 31 |
| 10 | «Пантери»     | 21 | 5  | 2 | 14 | 34−57 | 17 |
| 11 | «Верес»       | 21 | 2  | 3 | 16 | 21−61 | 9  |
| 12 | «Маріуполь»   | 21 | 1  | 3 | 17 | 10−83 | 6  |

Позначення:

## Найкращі бомбардирки
У списку враховані показники, здобуті на першому та другому етапах.
| Місце | Гравець           | Клуб                | Голи |
| ----- | ----------------- | ------------------- | ---- |
| 1     | Роксолана Кравчук | «Ворскла» Полтава   | 17   |
| 2     | Ніколь Козлова    | «Ворскла» Полтава   | 16   |
| 3     | Оксана Білокур    | «Пантери» Умань     | 15   |
| 4     | Вікторія Гірин    | «Ладомир» Володимир | 15   |
| 5     | Яна Калініна      | «Ворскла» Полтава   | 14   |

## Перехідні матчі за право виступати в вищій лізі
За підсумками сезону команди, які посіли 10-те та 11-те місця в вищій лізі, граюли перехідні матчі за право виступати у вищій лізі проти команд, які посіли відповідно третє та друге місце в першій лізі. 
| 1 червня 2024 |

| «Пантери» (Умань)                                            | 3:0      | «Минай» (Закарпаття) |
| ------------------------------------------------------------ | -------- | -------------------- |
| Ганна Миргородська 4' Ірина Рибалкіна 19' Іваніце Сантос 52' | Протокол |                      |

| Центральний стадіон (Умань) Арбітр: Наталія Мамчур |

| 6 червня 2024 |

| «Минай» (Закарпаття) | 0:4      | «Пантери» (Умань)                                                                  |
| -------------------- | -------- | ---------------------------------------------------------------------------------- |
|                      | Протокол | Іваніце Сантос 21' Марія Тихонова 31' Кристина Рошка 33' Оксана Білокур 88' (пен.) |

| «Минай Арена» Арбітр: Анастасія Романюк |

«Пантери» перемогли 7:0 за сумою двох матчів та зберігли місце в вищій лізі, а «Минай» — у першій.
| 1 червня 2024 |

| «Верес» (Рівне)       | 1:1      | «Оболонь» (Київ) |
| --------------------- | -------- | ---------------- |
| Анастасія Ляхович 29' | Протокол | Ірина Василюк 5' |

| НТБ «Верес» (Рівне) Арбітр: Анастасія Романюк |

| 6 червня 2024 |

| «Оболонь» (Київ)                 | 2:1 (дч) | «Верес» (Рівне)           |
| -------------------------------- | -------- | ------------------------- |
| Ярина Скіряк 56' Ольга Квач 102' | Протокол | Анастасія Забитівська 37' |

| «Оболонь-Арена» (Київ) Арбітр: Вероніка Васильченко |

«Оболонь» перемогла 3:2 за сумою двох матчів та вийшла до вищої ліги, а «Верес» — понизився у першу.